# Hadena atrivena
Hadena atrivena är en fjärilsart som beskrevs av George Francis Hampson 1903. Hadena atrivena ingår i släktet Hadena och familjen nattflyn. Inga underarter finns listade i Catalogue of Life.